# 海泰什
海泰什，是匈牙利绍莫吉州所辖的一个村。总面积26.63平方公里，总人口1161，人口密度43.6人/平方公里（2011年1月1日）。